# 铁手无情
《铁手无情》（英語：The Invincible Fist）是1969年張徹执导的香港電影，由羅烈、姜大卫等領銜主演。该电影主演讲述一伙人捉拿盗贼团，但是这伙人的首领却和盗贼团首领女儿相恋的故事。

## 劇情簡介
鐵無情带着一些人去捉拿盗贼，虽说他们经过努力，击败了很多的盗贼，但是这些人却被盗贼馬威甲给击伤，随后他就在逃亡中碰巧的遇到了其女儿。
随后他居然和盗贼的女儿相恋了。
而后其父亲知道了这件事情，不过他最后却谢谢铁无情没有把自己的事情说出来，并在之后的对决中，死在了铁无情的手中……

## 演员
- 羅烈 飾 鐵無情
- 李菁 飾 桂姑
- 姜大衞 飾 鐵二郎
- 房勉 飾 馬威甲
- 張佩山 飾 李不樂
- 谷峰  飾 彭雲強
- 陳星 飾 曹延中
- 午馬 飾 馬威甲手下
- 鄭雷 飾 戴兄弟
- 劉剛 飾 老二
- 王光裕 飾 老三
- 金童 飾 老四
- 王鍾 飾 李不樂手下
- 藍偉烈 飾 西瓜販

## 備註
1. ↑  . 中国书籍出版社. : 530.
2. ↑  蔡洪声, 宋家玲, 刘桂淸 (编). . 北京广播学院出版社. 2000: 82. ISBN 7810049097.
3. ↑  .   [2022-01-11]. （原始内容存档于2022-01-11）.

## 相關連結
- 互联网电影数据库（IMDb）上《铁手无情》的资料（英文）
- 豆瓣电影上《铁手无情》的資料 （简体中文）
- 香港影庫上《铁手无情》的資料（繁體中文）
- 《中国电影大辞典》中的介绍 （页面存档备份，存于）
- 《中国电影文化史》中的介绍 （页面存档备份，存于）